# 平野ジェニファー
平野 ジェニファー（ひらの ジェニファー、1990年5月7日 - ）は、アメリカ合衆国サンフランシスコ出身の日本のプロゴルファー。フリーランスで活動している。血液型はA型。

## 経歴
9歳のときにゴルフを始める。マイアミ大学卒業。横浜市に住む母の元に身を寄せ、2013年にファイナルQTで64位に入る。
2014年から日本ツアーに参戦。ステップアップツアー「ルートインカップ上田丸子グランヴィリオレディース」で優勝。最終プロテストでは通算2オーバーの18位タイで合格し、日本女子プロゴルフ協会入会 (86期) 。「LPGA新人戦 加賀電子カップ」では永峰咲希や堀琴音に競り勝ち優勝。
2015年、ステップアップツアーを主戦場とし、レギュラーツアーで獲得賞金なし。
2016年、「ニッポンハムレディスクラシック」等の20位タイが最高位。賞金ランク82位。
2017年、「KKT杯バンテリンレディスオープン」での22位タイが最高位。賞金ランク111位。